# Cricket Australia
Cricket Australia – ogólnokrajowy związek krykieta działający na terenie Australii. Założony w 1892 roku jako Australasian Cricket Council. Współzałożyciel i członek International Cricket Council od 1909 roku. 
Związek jest odpowiedzialny za organizację wszystkich najważniejszych rozgrywek krajowych oraz międzynarodowych odbywająych się w Australii. Przeprowadza także selekcję zawodników do reprezentacji narodowej. Prezesem związku jest od 2012 roku Wally Edwards.
Cricket Australia składa się z 6 związków stanowych:
- Cricket New South Wales
- Queensland Cricket
- South Australian Cricket Association
- Tasmanian Cricket Association
- Cricket Victoria
- Western Australian Cricket Association

Z Cricket Australia zrzeszone są także Australian Capital Territory Cricket Association i Northern Territory Cricket Association, ale nie posiadają prawa do decydowania o jego działaniach.